# Байкальський целюлозно-паперовий комбінат
Байкальський целюлозно-паперовий комбінат (рос. Байкальский целлюлозно-бумажный комбинат) — промислове підприємство, розташоване в місті Байкальськ Слюдянського району Іркутської області, на півдні східного берега озера Байкал. Отримало широку популярність як найбільше джерело забруднення Байкалу. Комбінат припинив свою роботу 25 грудня 2013 року.

## Історія

### Будівництво та запуск
Будівництво Байкальського целюлозного заводу (згодом отримав назву «Байкальський целюлозно-паперовий комбінат») почалося 17 квітня 1961 року одночасно з заснуванням селища будівельників, що став після відкриття комбінату містом Байкальськ. Підприємство будувалося в першу чергу для забезпечення потреб військового авіабудування целюлозним шинним кордом. Вже до моменту закінчення будівництва потреба в ньому відпала: промисловість перейшла на металевий корд.
У постанові Ради Міністрів СРСР «Про план розвитку народного господарства СРСР на 1964—1965 роки» від 7 грудня 1963 року № 1210 (підпункт «и» пункту 4) Раді Міністрів РРФСР, Держбуду СРСР, Державному виробничому комітету з енергетики та електрифікації СРСР і Державному виробничому комітету з середнього машинобудування СРСР доручено в 1964—1965 роках забезпечити введення в дію потужностей по виробництву целюлози, паперу і картону, що створюються на базі імпортного обладнання на Байкальському целюлозно-паперовому заводі та інших підприємствах.
Розпорядженням Ради Міністрів РРФСР від 12 березня 1965 року. № 658-р прийнято пропозицію Іркутського облвиконкому про відвід в постійне користування Байкальському целюлозно-паперовому заводу для виробничих цілей земельної ділянки площею 180 гектарів із земель держлісфонду в Муринському лісництві Слюдянского лісгоспу.
Восени 1966 року комбінат був введений в експлуатацію.
Будівництву комбінату був присвячений фільм «Біля озера», знятий в 1969 році режисером С. А. Герасимовим і визнаний найкращим фільмом 1970 року по опитуванню журналу «Радянський екран».

### Призупинка діяльності
У 2008 році БЦПК на вимогу Росприроднагляду призупинив випуск біленої целюлози і перейшов на випуск менш рентабельної небіленої целюлози з використанням технології замкнутого водооборота, яка повністю виключала викид навіть очищених стоків в озеро. В кінці 2008 року закінчився термін дії дозвільної документації на роботу комбінату, і виробництво, яке скоротилося на тлі фінансової кризи, було призупинено з 10 листопада 2008 року.
До серпня 2009 року чисельність працівників БЦПК скоротилася з 2300 до 1600 осіб, а борги підприємства досягли 1,2 млрд рублів. Відновлення роботи комбінату очікувалося на початку квітня 2010 року.
Простій підприємства через відсутність дозвільної документації тривав до травня 2010 року. Поки підприємство не працювало, менеджмент БЦПК розробив план відновлення платоспроможності комбінату, який передбачав програму його екологічної та технологічної модернізації і перепрофілювання, завершення яких планувалося до 2013 року.

### Закриття комбінату
27 лютого 2013 заступник Голови Уряду РФ Арадій Дворкович заявив про те, що прийнято рішення поступово закрити Байкальський целюлозно-паперовий комбінат і перенести виробництво на інші підприємства.
В червні 2013 року голова Уряду РФ Дмитро Медведєв стверджував, що на закриття БЦПК потрібно близько двох років, ще кілька років — на ліквідацію відходів підприємства.
З 13 вересня 2013 року було зупинено Основне виробництво (варіння целюлози), була скорочена половина працівників. Решта працівників займалися обслуговуванням ТЕЦ, що постачає тепло місту Байкальськ, а також стежили за технічним станом обладнання комбінату.

## Екологічні аспекти
Будівництво Байкальського ЦПК викликало в радянські часи протести багатьох вчених і громадських діячів. На захист озера від розміщення на його берегах целюлозних виробництв висловлювалися М. О. Шолохов, П. Л. Капиця, М. В. Келдиш, І. П. Герасимов і інші. Прихильники будівництва Байкальського ЦБК звинувачували своїх супротивників в некомпетентності і непатріотичності. У відповідь в 1965 році академік А. О. Трофимук публічно викрив у брехні міністра лісової і целюлозно-паперової промисловості Г. М. Орлова, який заявляв про безпеку стоків Байкальського ЦПК.
Байкальський ЦПК принаймні до 2007 року був основним забруднювачем води озера Байкал. За даними Євгена Шварца, директора з природоохоронної політики Всесвітнього фонду дикої природи Росії, який посилався на державний доповідь «Про стан озера Байкал і заходи щодо його охорони в 2008 р.», обсяг скидів підприємства у 2008 році склав 27,53 млн тонн, а з 1999 по 2007 роки, коли комбінат працював на повну потужність, — в межах 36,8-48,2 млн. т. щорічно. За даними природоохоронної організації «Грінпіс», в 2010 році Байкальський ЦПК скинув в озеро 12,5 млн м3 недостатньо очищених стічних вод, в 2011 році — 26,5 млн м3. В ході занурення глибоководних апаратів «Мир» в липні 2010 року в місці виходу стічних труб комбінату на глибині 33 м було виявлено небезпечні сполуки хлору.
Протягом останніх років розроблявся ряд програм, спрямованих на перепрофілювання або перенесення цього шкідливого виробництва. Однак переведення підприємства на замкнутий цикл водооборота стримувався неготовністю каналізаційних очисних споруд (КОС) міста Байкальська: всі господарсько-побутові стоки міста проходили через очисні споруди підприємства.
На початку грудня 2007 року Росприроднагляд Росії направив до арбітражного суду Іркутської області позов з вимогою призупинити роботу Байкальського ЦПК в зв'язку із закінченням 3 листопада термінів дії ліцензій на використання водного об'єкта. За результатами перевірки заступника голови цього відомства Олега Мітволя, концентрація окремих забруднюючих речовин в стоках підприємства перевищена в 12 разів у порівнянні з нормативом.
5 вересня 2008 року була розпочата тестова експлуатація системи замкнутого водооборота комбінату (технологія дозволяла очищати скиди на 98 %), скидання неочищених стоків було припинено.
2 жовтня 2008 року підприємство перейшло на замкнутий водооборот. Однак екологи заявили, що це не вирішить проблеми забруднення Байкалу. При цьому було припинено виробництво віскозної біленої целюлози, яку при замкнутому циклі водооборота виробляти неможливо.
6 листопада 2008 року Арбітражний суд Іркутської області виніс рішення у Справі № А19-18235/07-23 про призупинення діяльності ВАТ «Байкальський ЦПК», і по Справі А19-1004/08-54 про відшкодування шкоди навколишньому середовищу ВАТ «Байкальський ЦПК» за заявами Росприроднагляду на користь БЦПК, в задоволенні заявлених вимог відмовлено.
13 січня 2010 постановою уряду № 1 «Про внесення змін до переліку видів діяльності, заборонених в центральній екологічній зоні Байкальської природної території», підписаним В. Путіним під зміну Постанови від 30 серпня 2001, була створена правова база для відновлення роботи комбінату.
15 березня 2011 року Альфа-банк, користуючись своїм контролюючим становищем, в односторонньому порядку схвалив план зовнішнього управління підприємством. Даний план, розрахований на два роки, передбачав істотне збільшення виробництва біленої целюлози, але не містив ніяких екологічних заходів, які були ключовою умовою видачі дозволів на запуск. Інші кредитори БЦПК і держава не голосували за цей план, в тому числі тому, що він не містив програми екологічної модернізації і перепрофілювання.
Тоді ж держава, місцева влада, екологи, вчені і широка громадськість били на сполох у зв'язку з ситуацією навколо БЦПК, яка могла привести до небажаних соціальних і екологічних наслідків.
У 2011 році, напередодні Дня Байкалу, водолази «Грінпіс» встановили на дні озера знак з перерахуванням трійки фіналістів голосування «Ворог Байкалу», причому лідируючу позицію в опитуванні зайняв Володимир Путін.